# غاضه بامساطر (حجر)
'

تعديل مصدري - تعديل

غاضه بامساطر هي إحدى قرى عزلة الجول بمديرية حجر التابعة لمحافظة حضرموت، بلغ تعداد سكانها 435 نسمة حسب تعداد اليمن لعام 2004.